# ポール・ナカソネ

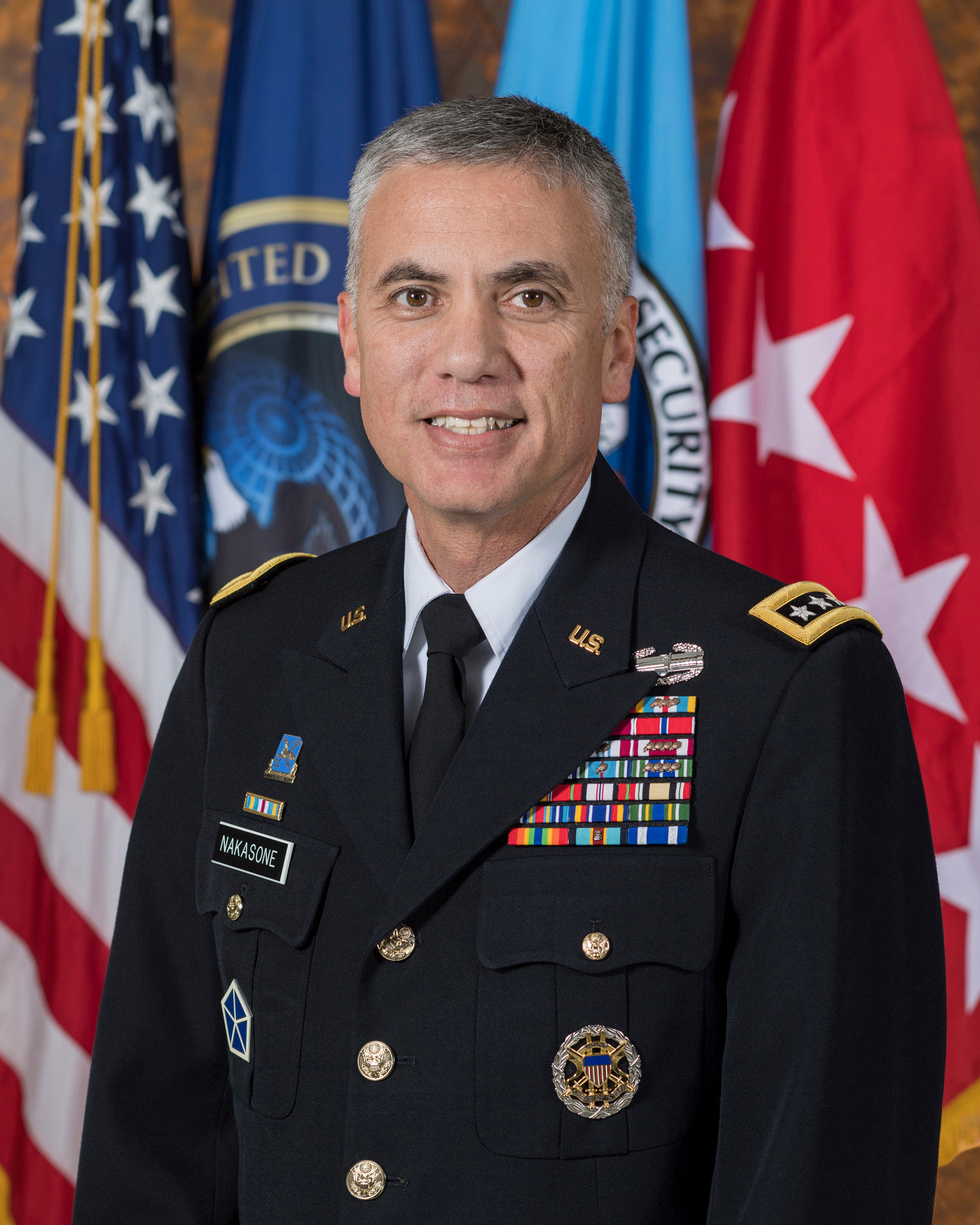
ポール・M・ナカソネ（2018年）

ポール・ナカソネ（英語: Paul Miki Nakasone、日本名：仲宗根 幹〈なかそね みき〉、1963年11月19日 - ）は、日系3世のアメリカ陸軍軍人。4つ星陸軍大将で、2018年から2024年までアメリカサイバー軍司令官とアメリカ国家安全保障局長官を務めた。
既婚者で、子供が4人いる。

## 生い立ちと学歴
ナカソネは、第二次世界大戦中にアメリカ陸軍情報部に所属していた日系二世の退役陸軍大佐エドウィン・ナカソネ（Edwin M. Nakasone）と、メアリ・アン・ナカソネ（旧姓コステロ、Mary Anne Nakasone, Costello）との間に生まれた。祖父は沖縄県中頭郡美里村出身の仲宗根松吉。
ミネソタ州ホワイト・ベア・レイク（White Bear Lake）で高校を卒業した。
セント・ジョンズ大学を1986年に卒業し、在学中にアメリカ陸軍の予備役将校訓練課程（ROTC）を受けている。南カリフォルニア大学、国家防衛諜報大学（National Defense Intelligence College）、アメリカ陸軍戦略大学（United States Army War College）で学び、それぞれから修士号を受けている。また、アメリカ陸軍指揮幕僚大学の卒業生でもある。

## 軍歴
アメリカ陸軍の各レベルで働き、イラク、アフガニスタン、韓国で諜報関係に従事した。2012年からはアメリカ統合参謀本部のリージョン間政策の担当官を務めた。
2016年には中将に任命され、アメリカサイバー軍の副司令官を務めた。2016年10月には陸軍第二軍（Second United States Army、翌年の組織変更で4度目の廃止）およびアメリカ陸軍情報部の司令官を務めた。
2018年、ナカソネはアメリカ国家安全保障局長官に任命され、中央保安部（Central Security Service）長官、アメリカサイバー軍司令官の職務も併せ持つ。4つ星陸軍大将になった。
2024年2月2日、5年と9ヶ月の任期を終えてアメリカサイバー軍司令官を退職した。
2024年11月の日本国の秋の叙勲において、旭日大綬章を受章した。。